# Висока кухня

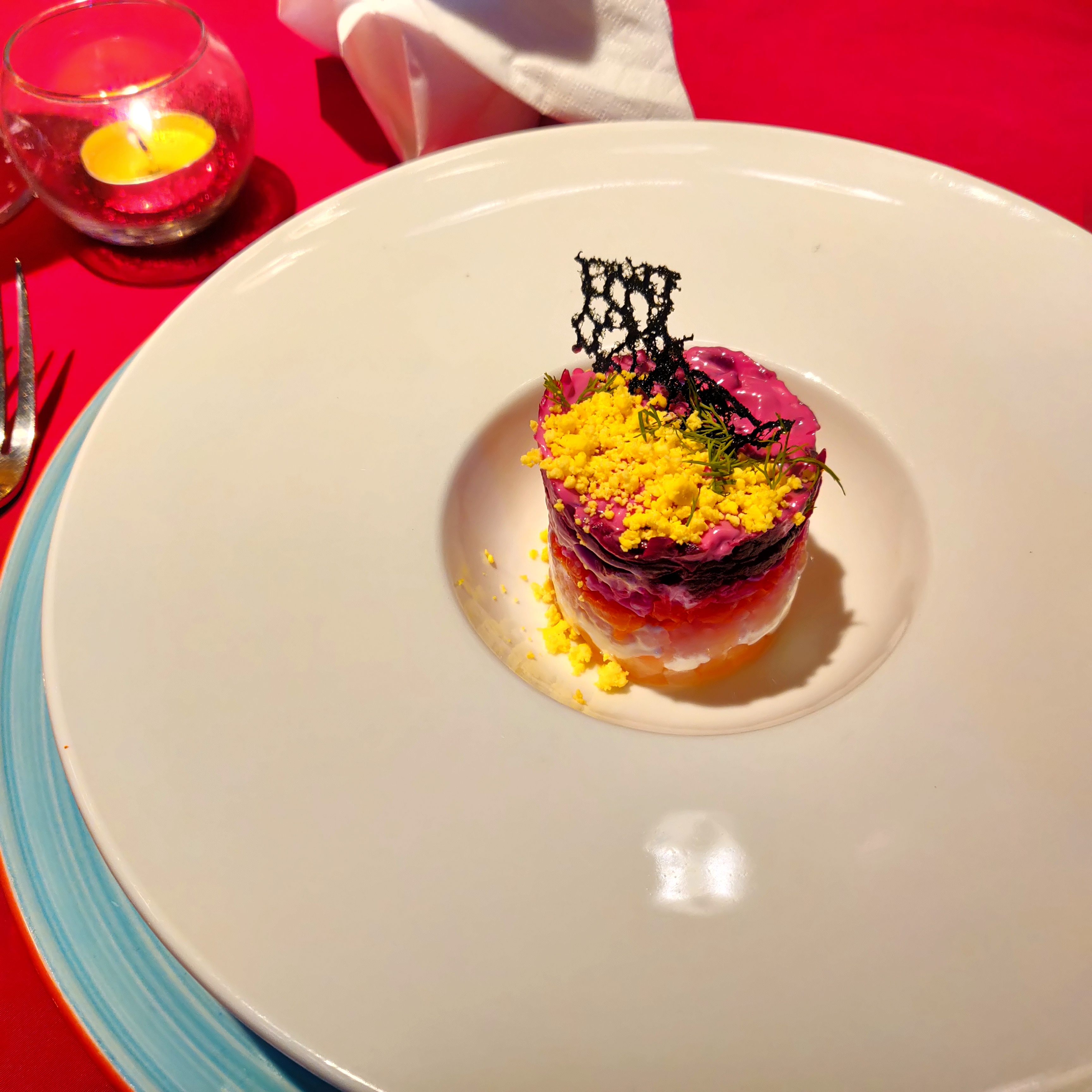
Приклад презентації високої кухні: оселедець під шубою

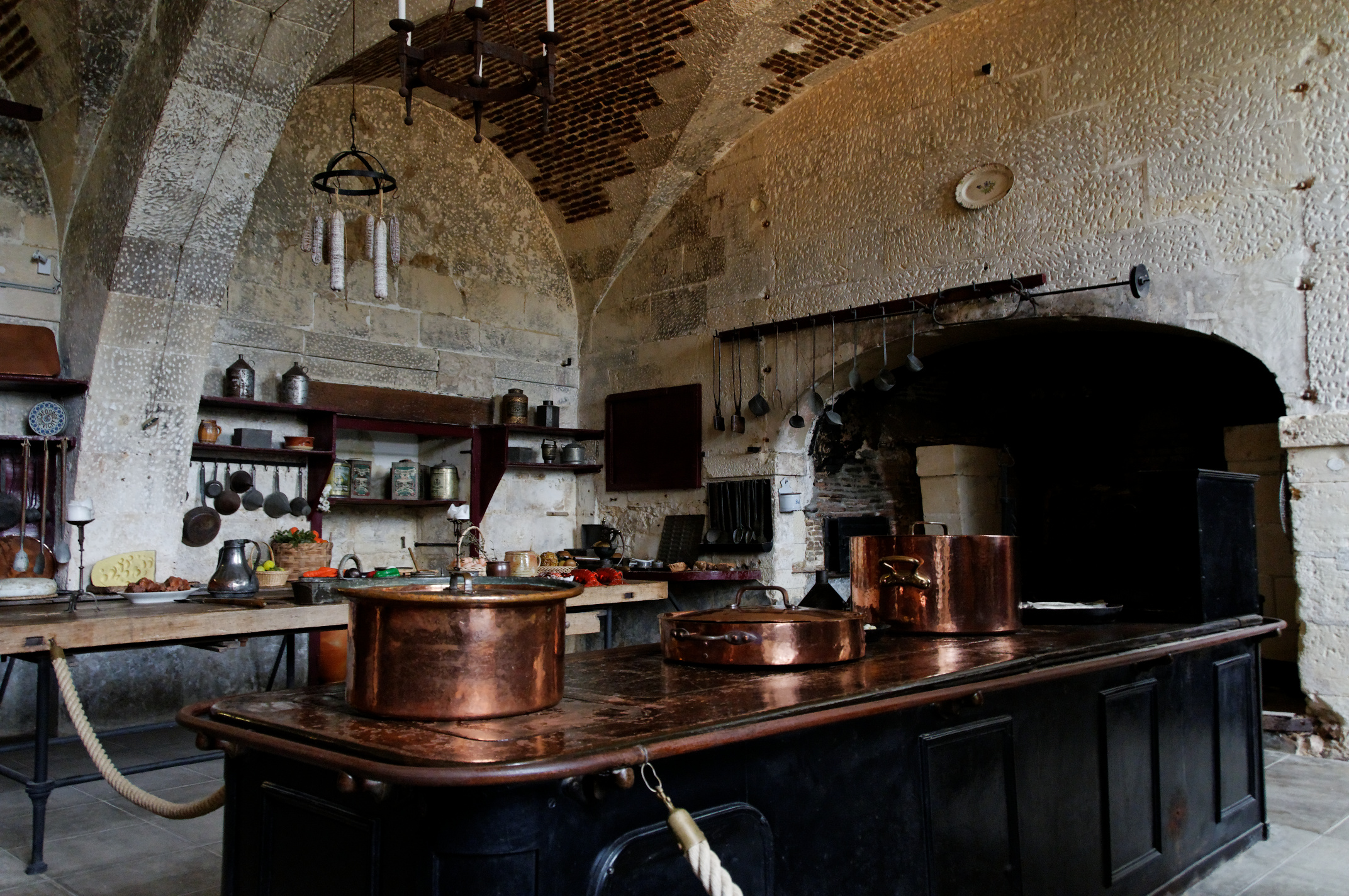
Замок Валансе, Ендр, Франція

 Висока кухня (фр. Haute cuisine, МФА: [ot kɥiˈzin], Grande cuisine) — кухня закладів «високого рівня», «великих» шкіл, вишуканих ресторанів і розкішних готелів Франції, яка характеризується ретельною підготовкою і ретельною презентацією продуктів харчування, як правило, досить коштовних, і супроводжується рідкісними винами. У більш широкому сенсі французька «висока кухня» також використовується в закладах розкоші в усьому світі.

## Історія
Тут за часів Талейрана своє мистецтво демонстрував шеф-кухар Марі-Антуан Карем]]
В 17 столітті кухар і письменник Франсуа П'єр де Ла Варенн (1618–1678) відзначив, що кулінарія почала відрізнятись від кулінарії, відомої в середні віки, переходом до більш легких страв і більш скромних презентацій.

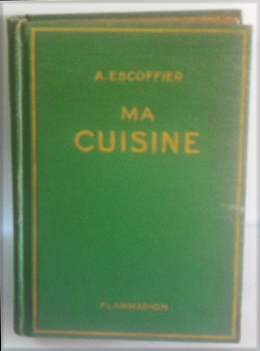
Книга Ескоф'є «Моя кухня» (1934)

У 18 столітті, відомий кухар Марі-Антуан Карем (1784–1833), який служив у Талейрана, Георга IV, Джеймса Майєра Ротшильда та ін., також опублікував роботу з кулінарії, і хоча багато що з його книги сьогодні здається екстравагантним, він спростив і класифікував те, що було описано раніше і описав більш складну кухню.
Жорж Оґюст Ескоф'є (1846–1935) є центральною фігурою в модернізації високої кухні, яка стала відомою як класична французька кухня в 1900 році.
1960-ті ознаменувалися появою кухні шеф-кухарів, які повстали проти «ортодоксії» Ескоф'є і складності високої кухні. Проте через 20 років кухарі знову почали повертатися до давніших вимог високої кухні, при цьому чимало з нових методів залишилися.

## Сучасність
В наші дні високу кухню не визначає якийсь особливий стиль. Він може бути лише описаним, наприклад, як ф'южн-кухня, молекулярна кухня або регіональна кухня.
У франко-іспанській комедії режисера Денієля Коена «Шеф» з максимальною автентичністю показано життя сучасних майстрів високої кухні, адже консультантами фільму були такі знані шеф-кухарі як Ален Пассар, Ален Дюкасс і П'єр Ганьєр.
Нагороди і звання «високої кухні» ресторанам, які претендують на це, присвоюють впливові компанії Michelin (відомий виробник шин), яка видає Червоний путівник Мішлен («червоний гід» — найбільш відомий і впливовий з ресторанних рейтингів на даний момент, який видається з 1900 року і має тризіркову систему оцінки ресторанів), та Gault Millau (рейтингова система Го-Мійо працює з 1965 року і оцінює ресторани за шкалою від 1 до 20, а з 2010 року визначає оцінку ресторанів за «кухарськими ковпаками» (найвища оцінка — 5 «ковпаків»)).